# Hilizalotano Larono
Hilizalotano Larono is een bestuurslaag in het regentschap Nias Selatan van de provincie Noord-Sumatra, Indonesië. Hilizalotano Larono telt 719 inwoners (volkstelling 2010).